# بين روبرتس (سياسي)
بين روبرتس (بالإنجليزية: Benjamin Roberts)‏ هو سياسي نيوزلندي، ولد في 1880، وتوفي في 1952. حزبياً، نشط في حزب العمال النيوزيلندي. وقد انتخب عضو مجلس النواب النيوزيلندي.